# Wspólnota administracyjna Dermbach
Wspólnota administracyjna Dermbach (niem. Verwaltungsgemeinschaft Dermbach) – dawna wspólnota administracyjna w Niemczech, w kraju związkowym Turyngia, w powiecie Wartburg. Siedziba wspólnoty znajdowała się w miejscowości Dermbach. Powstała 1 maja 1992.
Wspólnota administracyjna zrzeszała dziewięć gmin, w tym jedną gminę miejską (Stadt) oraz osiem gmin wiejskich (Gemeinde): 
1. Brunnhartshausen
2. Dermbach
3. Neidhartshausen
4. Oechsen
5. Stadtlengsfeld, miasto
6. Urnshausen
7. Weilar
8. Wiesenthal
9. Zella/Rhön

31 grudnia 2013 do wspólnoty przyłączono miasto Stadtlengsfeld. 1 stycznia 2019 wspólnota została rozwiązana. Miasto Stadtlengsfeld oraz gminy Brunnhartshausen, Neidhartshausen, Urnshausen, Zella/Rhön jak również gmina Diedorf, która nie wchodziła w skład wspólnoty, zostały przyłączone do gminy Dermbach. Stały się one automatycznie jej częściami (Ortsteil). Natomiast dla gmin Oechsen, Weilar, Wiesenthal oraz gminy Empfertshausen, która nie wchodziła w skład wspólnoty, gmina Dermbach pełni funkcję "gminy realizującej" (niem. "erfüllende Gemeinde").